# Plogastel-Saint-Germain
Plogastel-Saint-Germain (bretonisch Plogastell-Sant-Jermen) ist eine französische Gemeinde mit 2016 Einwohnern (Stand 1. Januar 2022) im Département Finistère im Kanton Plonéour-Lanvern.

## Lage
Der Ort befindet sich im Südwesten der Bretagne nahe der Atlantikküste.
Quimper liegt 12 Kilometer östlich, Brest 46 Kilometer nördlich und Paris etwa 500 Kilometer östlich (Angaben in Luftlinie).

## Verkehr
Bei Quimper befinden sich die nächsten Abfahrten an der Schnellstraße E 60 (Brest–Nantes) und ein Regionalbahnhof an der überwiegend parallel verlaufenden Bahnlinie. 
Der Bahnhof von Brest ist Endpunkt des TGV Atlantique nach Paris und die Flughäfen Aéroport de Brest Bretagne nahe Brest und Aéroport de Lorient Bretagne Sud bei Lorient sind die nächsten Regionalflughäfen.

## Bevölkerungsentwicklung
| Jahr                       | 1962 | 1968 | 1975 | 1982 | 1990 | 1999 | 2008 | 2017 |
| Einwohner                  | 1677 | 1521 | 1656 | 1615 | 1687 | 1691 | 1790 | 1953 |
| Quellen: Cassini und INSEE |      |      |      |      |      |      |      |      |

## Sehenswürdigkeiten
- Kapelle Saint-Germain
- Kapelle Saint-Honoré
- Schloss Hilguy

Siehe auch: Liste der Monuments historiques in Plogastel-Saint-Germain

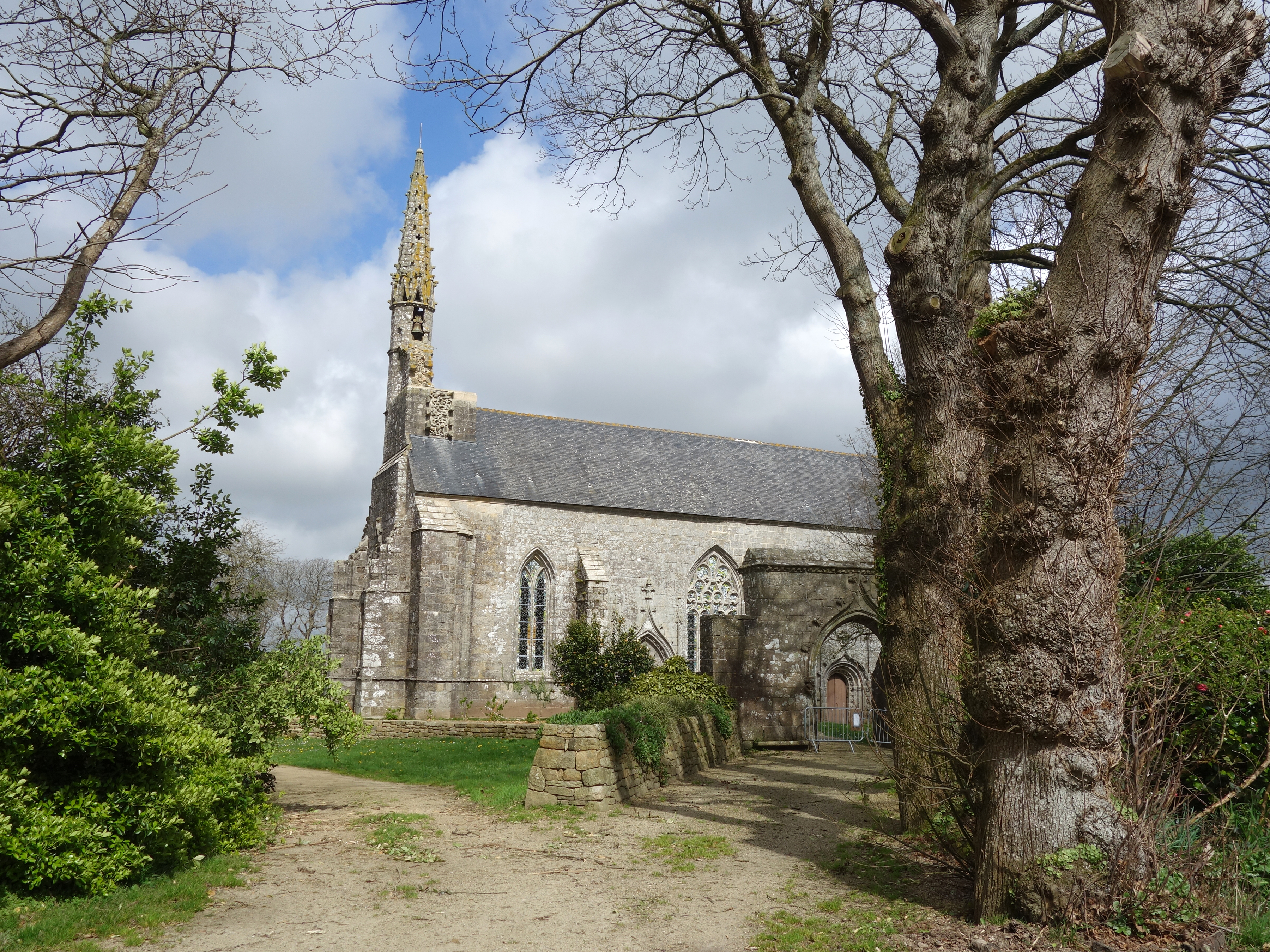
Kapelle Saint-Germain
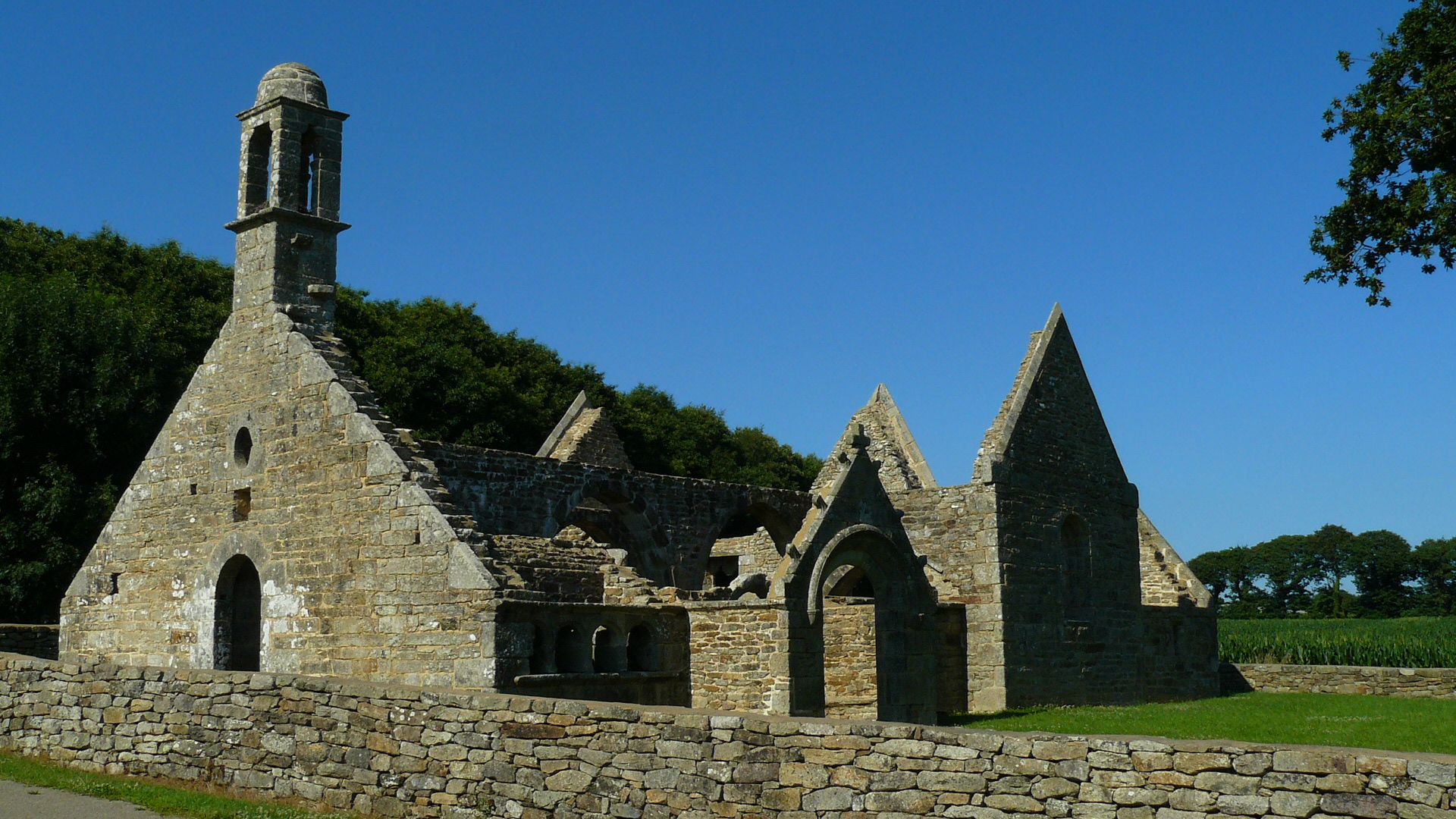
Kapelle Saint-Honoré
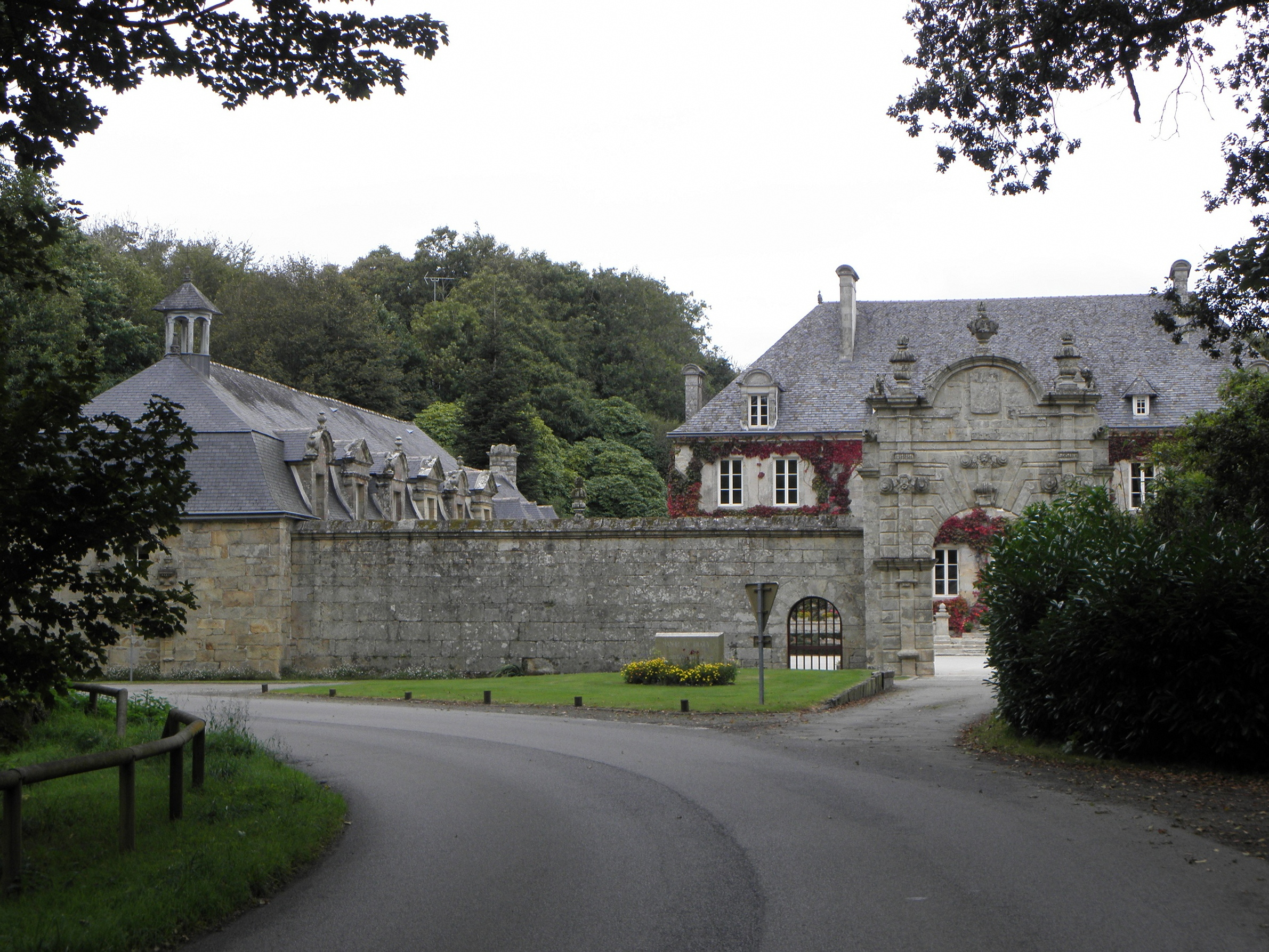
Schloss Hilguy